# Orthonevra tuvensis
Orthonevra tuvensis är en tvåvingeart som beskrevs av Violovitsh 1979. Orthonevra tuvensis ingår i släktet glansblomflugor, och familjen blomflugor. Inga underarter finns listade i Catalogue of Life.